# Pollenia grisetomentosa
Pollenia grisetomentosa är en tvåvingeart som beskrevs av Jacentkovsky 1944. Pollenia grisetomentosa ingår i släktet vindsflugor, och familjen spyflugor. Inga underarter finns listade i Catalogue of Life.